# Rucentra punctifrons
Rucentra punctifrons är en skalbaggsart som beskrevs av Stefan von Breuning 1940. Rucentra punctifrons ingår i släktet Rucentra och familjen långhorningar.
Artens utbredningsområde är Filippinerna. Inga underarter finns listade i Catalogue of Life.